# Bacillus
Pour les articles homonymes, voir Bacille.
Genre
Espèces de rang inférieur
- Bacillus anthracis
- Bacillus cereus
- Bacillus coagulans
- Bacillus megaterium
- Bacillus licheniformis
- Bacillus subtilis
- Bacillus thuringiensis
- etc.

Bacillus est un genre de bactéries à Gram positif, appartenant à la famille des bacillacées (Bacillaceae), l’ordre des caryophanales et la classe des bacilles (Bacilli).

## Description
De forme bacilles, les dimensions de ces bactéries sont variables ; elles peuvent aller de (0.5 × 1.2 µm) à (2.5 × 10 µm). Elles sont aérobies ou aéro-anaérobies facultatives, et tirent leur énergie par respiration ou fermentation. Ces bactéries sont capables de produire des endospores leur permettant de résister à des conditions environnementales défavorables. Celles-ci donneront naissance à de nouvelles bactéries en cas de conditions favorables.
Les Bacillus sont hétérotrophes, saprophytes et ubiquitaires. Elles sont fréquemment retrouvées dans le sol où certaines espèces ont un rôle dans le cycle du carbone et de l'azote. On peut trouver des Bacillus dans des denrées alimentaires.
Les bactéries du genre Bacillus sont connues comme étant capables de former des inclusions intracellulaires de polyhyxyalcanoates  sous des conditions de stress (ex : déficit d’éléments tels que le phosphore, l’azote, l’oxygène combiné avec un excès en sources carbonées).

## Habitat
Il en existe un grand nombre d'espèces avec des propriétés physiologiques et des habitats très variés (terre, poussière, etc.). Certaines espèces sont trouvées dans l'eau douce, d'autres dans l'eau de mer. Il existe des espèces thermophiles, acidophiles, psychrophiles, alcalinophiles. Les espèces saprophytes sont responsables de multiples dégradations de produits alimentaires (sûrissement et caillage du lait, etc.). Certains d'entre eux ont des rôles utiles comme producteurs d'antibiotiques (tyrothricine, polymyxines, bacitracine...) ou d'antifongiques (mycosubtiline).
- Bacillus anthracis, responsable de la maladie du charbon.
- Bacillus cereus, ubiquitaire, présent dans le sol et nombreux autres environnements, certaines souches sont pathogènes.
- Bacillus licheniformis.
- Bacillus megaterium, très fréquent dans le sol. Il est impliqué dans le cycle du phosphore et plus précisément dans la minéralisation du phosphore organique.
- Bacillus subtilis, ubiquitaire, bactérie du sol, utilisé en biotechnologie, également impliqué dans le cycle du phosphore pour les mêmes fonctions que Bacillus megaterium.
- Bacillus thuringiensis, pathogène des insectes nuisibles en agriculture. Il peut être utilisé pour les combattre.
- Bacillus mesentericus...
- Bacillus amyloliquefaciens, proche parent de Bacillus subtilus, utilisé dans la production industrielle d'amylase,
- Bacillus coagulans, producteur d'acide lactique est utilisé dans la production industrielle de cet acide organique
- Paenibacillus

## Taxonomie
Le nom correct complet (avec auteur) de ce taxon est Bacillus Cohn 1872.
L'espèce type est : Bacillus subtilis (Ehrenberg 1835) Cohn 1872.
Bacillus a pour synonymes :
- Maribacillus Liu et al. 2019
- Pseudobacillus Verma et al. 2019
- Quasibacillus Verma et al. 2017

### Étymologie
L'étymologie du nom générique des Bacillus est la suivante : Ba.cil’lus. L. masc. n. Bacillus, un bâtonnet, une baguette, une tige ce qui se rapporte à sa forme.

### Liste des espèces
Selon LPSN (23 octobre 2023) :
- Bacillus albus Liu et al. 2017
- Bacillus alkalicellulosilyticus Liu et al. 2022
- Bacillus alkalicola Zhai et al. 2022
- Bacillus altitudinis Shivaji et al. 2006
- Bacillus alveayuensis Bae et al. 2005
- Bacillus amyloliquefaciens (ex Fukomoto 1943) Priest et al. 1987
- Bacillus anthracis Cohn 1872
- Bacillus aquiflavi Xie et al. 2020
- Bacillus arachidis Chen et al. 2023
- Bacillus atrophaeus Nakamura 1989
- Bacillus australimaris Liu et al. 2016
- Bacillus badius Batchelor 1919
- Bacillus benzoevorans Pichinoty et al. 1987
- Bacillus cabrialesii De los Santos Villalobos et al. 2019
- Bacillus canaveralius Newcombe et al. 2009
- Bacillus capparidis Wang et al. 2017
- Bacillus carboniphilus Fujita et al. 1996
- Bacillus cereus Frankland & Frankland 1887
- Bacillus chungangensis Cho et al. 2010
- Bacillus coahuilensis Cerritos et al. 2008
- Bacillus cytotoxicus Guinebretière et al. 2013
- Bacillus dafuensis Zheng et al. 2023
- Bacillus daqingensis Wang et al. 2023
- Bacillus decisifrondis Zhang et al. 2007
- Bacillus ectoiniformans Zhu et al. 2016
- Bacillus enclensis Dastager et al. 2014
- Bacillus fengqiuensis Zhao et al. 2014
- Bacillus fungorum Liu et al. 2020
- Bacillus gaemokensis Jung et al. 2021
- Bacillus glycinifermentans Kim et al. 2015
- Bacillus gobiensis Liu et al. 2016
- Bacillus halotolerans (Delaporte & Sasson 1967) Tindall 2017
- Bacillus haynesii Dunlap et al. 2017
- Bacillus hominis Tohya et al. 2021
- Bacillus horti Yumoto et al. 1998
- Bacillus inaquosorum (Rooney et al. 2009) Dunlap et al. 2020
- Bacillus infantis Ko et al. 2006
- Bacillus infernus Boone et al. 1995
- Bacillus isabeliae Albuquerque et al. 2008
- Bacillus kexueae Sun et al. 2018
- Bacillus licheniformis (Weigmann 1898) Chester 1901
- Bacillus litorisediminis Tang et al. 2023
- Bacillus luti Liu et al. 2017
- Bacillus manliponensis Jung et al. 2021
- Bacillus manusensis Sun et al. 2018
- Bacillus marinisedimentorum Guo et al. 2018
- Bacillus massiliigabonensis corrig. Sarr et al. 2021
- Bacillus massiliigorillae corrig. Keita et al. 2023
- Bacillus mesophilus Zhou et al. 2017
- Bacillus methanolicus Arfman et al. 1992
- Bacillus mobilis Liu et al. 2017
- Bacillus mojavensis Roberts et al. 1994
- Bacillus mycoides Flügge 1886
- Bacillus nakamurai Dunlap et al. 2016
- Bacillus ndiopicus Lo et al. 2017
- Bacillus nitratireducens Liu et al. 2017
- Bacillus oleivorans Azmatunnisa et al. 2015
- Bacillus pacificus Liu et al. 2017
- Bacillus pakistanensis Roohi et al. 2014
- Bacillus paralicheniformis Dunlap et al. 2015
- Bacillus paramobilis Tohya et al. 2021
- Bacillus paramycoides Liu et al. 2017
- Bacillus paranthracis Liu et al. 2017
- Bacillus pinisoli Huang et al. 2023
- Bacillus piscicola Daroonpunt et al. 2016
- Bacillus proteolyticus Liu et al. 2017
- Bacillus pseudomycoides Nakamura 1998
- Bacillus pumilus Meyer & Gottheil 1901
- Bacillus rhizoplanae Kämpfer et al. 2022
- Bacillus safensis Satomi et al. 2006
- Bacillus salacetis Daroonpunt et al. 2019
- Bacillus salinus Kang et al. 2020
- Bacillus salis Seck et al. 2023
- Bacillus salitolerans Zhang et al. 2015
- Bacillus sanguinis Tohya et al. 2021
- Bacillus seohaeanensis Lee et al. 2006
- Bacillus shivajii Kumar et al. 2018
- Bacillus siamensis Sumpavapol et al. 2010
- Bacillus sinesaloumensis Sarr et al. 2021
- Bacillus smithii Nakamura et al. 1988
- Bacillus solimangrovi Lee et al. 2014
- Bacillus songklensis Kang et al. 2013
- Bacillus sonorensis Palmisano et al. 2001
- Bacillus spizizenii (Nakamura et al. 1999) Dunlap et al. 2020
- Bacillus spongiae Lee et al. 2019
- Bacillus stercoris (Adelskov & Patel 2017) Dunlap et al. 2020
- Bacillus suaedae Lei et al. 2022
- Bacillus suaedaesalsae Xu et al. 2022
- Bacillus subtilis (Ehrenberg 1835) Cohn 1872
- Bacillus swezeyi Dunlap et al. 2017
- Bacillus taeanensis Lim et al. 2006
- Bacillus tequilensis Gatson et al. 2006
- Bacillus thermoamylovorans Combet-Blanc et al. 1995
- Bacillus thermocloacae corrig. Demharter & Hensel 1989
- Bacillus thermotolerans Yang et al. 2013
- Bacillus thuringiensis Berliner 1915
- Bacillus tianshenii Jiang et al. 2014
- Bacillus toyonensis Jiménez et al. 2014
- Bacillus tropicus Liu et al. 2017
- Bacillus vallismortis Roberts et al. 1996
- Bacillus velezensis Ruiz-García et al. 2005
- Bacillus wiedmannii Miller et al. 2016
- Bacillus wudalianchiensis Liu et al. 2017
- Bacillus xiamenensis Lai et al. 2014
- Bacillus xiapuensis Liu et al. 2019
- Bacillus zhangzhouensis Liu et al. 2016

## Matrice d'identification des bactéries du genreBacillus
La présence d'un caractère chez 100 % des souches est notée par 1 ou "+1", et l'absence chez 100 % des souches de ce caractère par "-1" et le caractère variable à 50 % par "0" ou une cellule vide. L'absence d'information correspond à une case vide. La variabilité des autres caractères est calculée selon la formule :
{\displaystyle y=50\times x-1}
| Gen              | Espèce              | -1 = Coccoïde; 1 = Bacilloïde | Diamètre bactérien (µm) | disposé en Chaine / Train | Mobilité | Spore centrale | Spore intermédiaire | Spore terminale | Spore déformante | Cristaux parasporaux | Corps parasporaux | Forme spore -1 = Sphérique; +1 = Cylindrique | Anaérobie | 50 °C | 65 °C | Lécithinase en milieu Nagler (Réaction au Jaune d'œuf) | Caséinase | Amylose = Amydon Hydrolase | ADH = L-Arginin DeHydrogenase | L-Tryptophane > Indol +Kovacs/James reagent =aldeh>rouge | Gélatinase = Collagenase (film de radiologie ou disc de gel) | NO3 red = Nitrate réductase > Nitrites(rouge) | D-Fructose (oxydation) | D-Gluconate (oxydation) | N-Acétyl-Glucosamine (oxydation) | Glutarate (oxydation) | D/L-Lactate (oxydation) | Putrescine (oxydation) | D-Tréhalose (oxydation) | Gaz en glucose (oxydation) | D-Arabinose | Glycérol (oxydation) | Glycogène (oxydation) | Inuline (oxydation) | D-Mannitol (oxydation) | Salicine (oxydation) | D-Tréhalose (oxydation) |
| ---------------- | ------------------- | ----------------------------- | ----------------------- | ------------------------- | -------- | -------------- | ------------------- | --------------- | ---------------- | -------------------- | ----------------- | -------------------------------------------- | --------- | ----- | ----- | ------------------------------------------------------ | --------- | -------------------------- | ----------------------------- | -------------------------------------------------------- | ------------------------------------------------------------ | --------------------------------------------- | ---------------------- | ----------------------- | -------------------------------- | --------------------- | ----------------------- | ---------------------- | ----------------------- | -------------------------- | ----------- | -------------------- | --------------------- | ------------------- | ---------------------- | -------------------- | ----------------------- |
| ''Bacillus''     | ''anthracis''       | 0,9                           | 1,3                     | 0,8                       | -0,99    | -0,7           | 0,8                 | -0,7            | -1               | -1                   | -1                | 0,01                                         | 0,99      | -1    | -1    | 1                                                      | 1         | 1                          | -1                            | -1                                                       | -1                                                           | 1                                             |                        |                         |                                  |                       |                         |                        |                         | -1                         | -1          | -1                   | 1                     | -1                  | -1                     | -1                   | 1                       |
| Bacillus         | ''cereus''          | 0,9                           | 1,4                     | 0,8                       | 0,95     | 0,7            | 0,7                 | -0,7            | -1               | -1                   | -1                | 0,25                                         | 0,99      | -1    | -1    | 1                                                      | 1         | 1                          | -0,5                          | -1                                                       | 0,1                                                          | 0,75                                          |                        |                         |                                  |                       |                         |                        |                         | -1                         | -1          | 0,25                 | 0,25                  | -1                  | -1                     | 0,25                 | 1                       |
| Bacillus         | subtilis            | 0,9                           | 0,8                     | -0,7                      | 1        | 0,8            | 0,8                 | -0,8            | -1               | -1                   | -1                | 0,01                                         | -1        | 0,1   | -1    | -1                                                     | 1         | 1                          | -1                            | -1                                                       |                                                              | 1                                             |                        |                         |                                  |                       |                         |                        |                         | -1                         | -1          | 1                    | 1                     | 0,5                 | 1                      | 1                    | 1                       |
| Bacillus         | amylo-liquefaciens  | 0,9                           | 0,8                     | 0,7                       | 1        | -0,8           | 0,8                 | 0,8             | -1               | -1                   | -1                | 0,01                                         | -1        | 0,1   | -1    | -1                                                     | 1         | 1                          | -1                            | -1                                                       | 1                                                            | 1                                             |                        |                         |                                  |                       |                         |                        |                         | -1                         | -1          | 1                    | 1                     | -1                  | 1                      | 1                    | 1                       |
| Bacillus         | licheniformis       | 0,9                           | 0,8                     | 0,5                       | 1        | 0,7            | 0,7                 | -0,3            | -1               | -1                   | -1                | 0,5                                          | 1         | 1     | -1    | -1                                                     | 1         | 1                          | 1                             | -1                                                       | 1                                                            | 1                                             |                        |                         |                                  |                       |                         |                        |                         | -1                         | -1          | 1                    | 1                     | 0,1                 | 1                      | 1                    | 1                       |
| Bacillus         | pumilus             | 0,9                           | 0,7                     | -1                        | 1        | 0,7            | 0,7                 | -0,7            | -1               | -1                   | -1                | 0,75                                         | -1        | 0,1   | -1    | -1                                                     | 1         | -1                         | -1                            | -1                                                       | 1                                                            | -1                                            |                        |                         |                                  |                       |                         |                        |                         | -1                         | -1          | 1                    | -1                    | -1                  | 1                      | 1                    | 1                       |
| Bacillus         | thurigiensis        | 0,9                           | 1,4                     | 0,9                       | 0,9      | -0,5           | 0,7                 | -0,5            | -1               | 1                    | -1                | 0,25                                         | 1         | -1    | -1    | 1                                                      | 1         | 1                          | 1                             | -1                                                       |                                                              | 1                                             |                        |                         |                                  |                       |                         |                        |                         | -1                         | -1          | 1                    | 1                     | -1                  | -1                     | 0,5                  | 1                       |
| Bacillus         | mycoides            | 0,9                           | 1,3                     | 0,95                      | -0,95    | 0,4            | 0,7                 | -0,5            | -1               | -1                   | -1                | 0,01                                         | 1         | -1    | -1    | 1                                                      | 1         | 1                          | 0,1                           | -1                                                       | 1                                                            | 0,5                                           |                        |                         |                                  |                       |                         |                        |                         | -1                         | -1          | 1                    | 1                     | -1                  | -1                     | 0,5                  | 1                       |
| Bacillus         | megaterium          | 0,9                           | 1,5                     | 0,95                      | 0,95     | 0,7            | 0,7                 | -0,5            | -1               | -1                   | -1                | -0,5                                         | -1        | -1    | -1    | -1                                                     | 1         | 1                          | -1                            | -1                                                       | -1                                                           | -1                                            |                        |                         |                                  |                       |                         |                        |                         | -1                         | -1          | 1                    | 1                     | 1                   | 1                      | 1                    | 1                       |
| Bacillus         | circulans           | 0,9                           | 0,8                     | -0,7                      | 1        | -0,7           | 0,7                 | 0,7             | 1                | -1                   | -1                | 0,01                                         | 1         | -1    | -1    | -1                                                     | -1        | 1                          | -0,5                          | -1                                                       | 0,1                                                          | 0,5                                           |                        |                         |                                  |                       |                         |                        |                         | -1                         | -1          | 0,1                  | 0,1                   | 0,5                 | 1                      | 1                    | 1                       |
| Bacillus         | firmus              | 0,9                           | 0,8                     | -1                        | 1        | 0,1            | 0,7                 | -0,7            | 0,01             | -1                   | -1                | 0,01                                         | -1        | -1    | -1    | -1                                                     | 1         | 1                          | -1                            | -1                                                       | 1                                                            | 0,5                                           |                        |                         |                                  |                       |                         |                        |                         | -1                         | -1          | -1                   | -1                    | -1                  | 0,1                    | -1                   | 0,1                     |
| Bacillus         | lentus              | 0,9                           | 0,8                     | 0,5                       | 1        | 0,7            | 0,7                 | -0,7            | 0,01             | -1                   | -1                | 0,01                                         | -1        | -1    | -1    | -1                                                     | 0,1       | 1                          | -1                            | -1                                                       | 1                                                            | 0,5                                           |                        |                         |                                  |                       |                         |                        |                         | -1                         | -1          | 0,1                  | 0,1                   | -0,5                | 0,5                    | 1                    | 0,5                     |
| Bacillus         | coagulans           | 0,9                           | 0,8                     | 0,1                       | 1        | -0,7           | 0,7                 | 0,7             | 1                | -1                   | -1                | 0,01                                         | 1         | 1     | -1    | -1                                                     | 0,1       | 1                          | 0,1                           | -1                                                       | 1                                                            | -0,51                                         |                        |                         |                                  |                       |                         |                        |                         | -1                         | -1          | 1                    | -1                    | -1                  | 0,1                    | 1                    | 1                       |
| Bacillus         | stearothermophilus  | 0,9                           | 0,9                     | -1                        | 1        | -0,7           | 0,7                 | 0,7             | 1                | -1                   | -1                | 0,01                                         | -1        | 1     | 1     | -1                                                     | 0,5       | 1                          | -1                            | -1                                                       | 1                                                            | 0,1                                           |                        |                         |                                  |                       |                         |                        |                         | -1                         | -1          | 0,5                  | 1                     | -1                  | -1                     | -0,5                 | 1                       |
| Bacillus         | thermodenitrificans | 0,9                           | 0,8                     | 0,1                       | -1       | -0,7           | 0,7                 | -0,7            | -1               | -1                   | -1                | 0,01                                         | -1        | 1     | 1     | -1                                                     | -0,5      | 1                          | -1                            | -1                                                       |                                                              | 0,5                                           |                        |                         |                                  |                       |                         |                        |                         | -1                         | -1          | 0,5                  | -1                    | -1                  | 0,1                    | 0,1                  | 1                       |
| Bacillus         | sphaericus          | 0,9                           | 1                       | -0,7                      | 1        | -0,7           | 0,7                 | 0,7             | 1                | -1                   | -1                | -0,75                                        | -1        | -1    | -1    | -1                                                     | -0,1      | 1                          |                               |                                                          | -1                                                           | -1                                            | -0,5                   | 1                       | -0,5                             | -0,5                  | 1                       | -0,5                   | -1                      |                            |             | -1                   | -1                    | -1                  | -1                     | 0,1                  | -1                      |
| Bacillus         | badius              | 0,9                           | 0,9                     | 1                         | 1        | 0,7            | 0,7                 | 0,7             | -1               | -1                   | -1                | 0,01                                         | -1        | 1     | -1    | -1                                                     | 1         | 1                          |                               |                                                          | 1                                                            | -1                                            | -1                     | -1                      | -1                               | 1                     | 1                       | 1                      | -1                      |                            |             | -1                   | -1                    | -1                  | -1                     | 1                    | -1                      |
| Virgibacillus    | pantothenticus      | 0,9                           | 0,6                     |                           | 1        | -0,7           | 0,7                 | 0,7             | 1                | -1                   | -1                | -0,5                                         | -1        | 0,1   | -1    |                                                        | 1         | 1                          | -0,5                          | -1                                                       | -1                                                           | 0,1                                           |                        |                         |                                  |                       |                         |                        |                         | -1                         | 1           | 1                    | -1                    | -1                  | -1                     | 1                    | 1                       |
| Paenibacillus    | polymyxa            | 0,9                           | 0,9                     | -1                        | 1        | 0,7            | 0,7                 | -0,7            | 1                | -1                   | -1                | 0,01                                         | 1         | -1    | -1    | -1                                                     | 1         | 1                          | -1                            | -1                                                       | -1                                                           | 0,5                                           |                        |                         |                                  |                       |                         |                        |                         | 1                          | -1          | 1                    | 1                     | 1                   | 1                      | 1                    | 1                       |
| Paenibacillus    | alvei               | 0,9                           | 0,8                     | -0,5                      | 1        | 0,7            | 0,7                 | -0,7            | 1                | -1                   | -1                | 0,5                                          | 1         | -1    | -1    | -1                                                     | 1         | 1                          | -1                            | 1                                                        | -0,94                                                        | -1                                            |                        |                         |                                  |                       |                         |                        |                         | -1                         | -1          | 1                    | 0,5                   | -1                  | -1                     | 0,5                  | 0,5                     |
| Paenibacillus    | macerans            | 0,9                           | 0,7                     | -1                        | 1        | -0,7           | 0,7                 | 0,7             | 1                | -1                   | -1                | 0,01                                         | 1         | 0,1   | -1    | -1                                                     | -1        | 1                          | -1                            | -1                                                       | -1                                                           | -1                                            |                        |                         |                                  |                       |                         |                        |                         | 1                          | 1           | 1                    | 1                     | 1                   | 1                      | 1                    | 1                       |
| Paenibacillus    | validus             | 0,9                           | 0,8                     | 1                         | 1        | -0,7           | 0,7                 | 0,7             | 1                | -1                   | 1                 | 0,01                                         |           | 0,1   | -1    | -1                                                     | -1        | 1                          | -1                            | -1                                                       | -0,94                                                        | 0,5                                           |                        |                         |                                  |                       |                         |                        |                         | -1                         | -1          | 1                    | 0,1                   | 0,1                 | 1                      | -1                   | 1                       |
| Aneurinibacillus | aneurinilyticus     | 0,9                           | 0,8                     | -1                        | 1        | 0,7            | 0,7                 | -0,7            | 1                | -1                   | 1                 | 0,01                                         | -1        | 1     | -1    |                                                        | -1        |                            |                               |                                                          | -1                                                           | 1                                             | -1                     | 0,01                    | -1                               | 1                     | 1                       | 1                      | -1                      |                            |             | 1                    |                       |                     | -1                     |                      | -1                      |
| Brevibacillus    | brevis              | 0,9                           | 0,9                     | -1                        | 1        | 0,7            | 0,7                 | -0,7            | 1                | -1                   | -1                | 0,01                                         | -1        | -1    | -1    |                                                        | 1         |                            |                               |                                                          | 1                                                            | 1                                             | 1                      | 1                       | 1                                | -1                    | -1                      | -1                     | 1                       |                            |             | 0,1                  |                       |                     | 0,1                    |                      | -1                      |
| Brevibacillus    | agri                | 0,9                           | 0,9                     | -1                        | 1        | 0,7            | 0,7                 | -0,7            | 1                | -1                   | -1                | 0,01                                         | -1        | 0,1   | -1    |                                                        | 1         |                            |                               |                                                          | 1                                                            | -1                                            | 1                      | 1                       | -1                               | -1                    | 1                       | 1                      | 1                       |                            |             | -1                   |                       |                     | 1                      |                      | 0,1                     |
| Brevibacillus    | laterosporus        | 0,9                           | 0,9                     | -1                        | 1        | 0,7            | 0,7                 | -0,7            | 1                | -1                   | 1                 | 0,01                                         | 1         | -1    | -1    |                                                        | 1         |                            |                               |                                                          | 1                                                            | 1                                             | 1                      | -1                      | -1                               | -1                    | -1                      | -1                     | 1                       |                            |             | 1                    |                       |                     | 1                      |                      | 1                       |